# Chiesa di Santa Maria Assunta (San Fiorenzo)
La chiesa di Santa Maria Assunta o cattedrale di Nebbio (Église Santa Maria Assunta  in francese) è un antico edificio di culto cattolico situato nella cittadina di San Fiorenzo, in Corsica. Fu sede della diocesi di Nebbio e dal 1840 è iscritta nel registro dei monumenti storici della Francia.

## Storia
La chiesa sorge nei pressi dell'antica città romana di Nebbio, dal VI secolo divenuta sede episcopale.
Sebbene la località venga menzionata in alcuni documenti del 1138 e del 1145, il primo testo che fa esplicito riferimento alla cattedrale è un atto della certosa di Calci del 1176. Ciò nonostante si ritiene che sia stata costruita nella prima metà del XII secolo.
A causa delle condizioni insalubri della fascia costiera venne abbandonata dai vescovi che optarono per insediarsi nella più sicura San Fiorenzo. Nel XVI secolo, per volere del vescovo di Nebbio Agostino Giustiniani, l'edificio venne restaurato. Ciò nonostante nei decenni successivi la chiesa venne nuovamente abbandonata e lasciata decadere. Nel 1714 fu sottoposta a restauro e nel 1840 fu inclusa nei monumenti storici di Francia. Nel frattempo, nel 1801, la diocesi di Nebbio era stata definitivamente soppressa ed incorporata in quella di Ajaccio.

## Descrizione
La chiesa di Santa Maria Assunta rappresenta insieme alla cattedrale di Lucciana uno dei principali esempi di romanico pisano in Corsica. La facciata è suddivisa in un doppio ordine di arcate cieche con capitelli ornati da animali e figure geometriche. L'interno è suddiviso in tre navate separate da una serie di pilastri e colonne. Le fiancate, caratterizzate da motivi ad arcatelle, sono aperte da monofore. L'abside, semicircolare, è scandita da semicolonne con capitelli.
L'interno, a pianta basilicale, è ripartito in tre navate suddivise da colonne alternate a pilastri con capitelli decorati con raffigurazioni di animali. All'interno della cattedrale sono custodite le reliquie di San Floro.